# Sylvicola borneanus
Sylvicola borneanus är en tvåvingeart som först beskrevs av Edwards 1933.  Sylvicola borneanus ingår i släktet Sylvicola och familjen fönstermyggor. Inga underarter finns listade i Catalogue of Life.